# LNWR-Klasse DX Goods
Die LNWR-Klasse DX Goods war eine Baureihe von Güterzug-Dampflokomotiven mit drei Kuppelachsen, die von John Ramsbottom für die London and North Western Railway (LNWR) entworfen wurde. Die Bezeichnung DX geht auf die Kennzeichnung des ersten Bauauftrags bei der LNWR zurück.  
Zwischen 1858 und 1874 wurden insgesamt 943 Exemplare gebaut, davon 80 für die Lancashire and Yorkshire Railway (L&YR), wo sie als Klasse 413 geführt wurden, und sechs für die East Lancashire Railway (ELR). Damit war die DX Goods die größte einheitliche Lokomotivklasse, die jemals im Vereinigten Königreich gebaut wurde. Sie markierte einen bedeutenden Schritt in Richtung Standardisierung und Massenproduktion im britischen Lokomotivbau.  

## Geschichte

### DX Goods
Die erste Lokomotive der Baureihe wurde im September 1858 in den Crewe Works mit der Werknummer 399 fertiggestellt. Sie erhielt die Betriebsnummer 355 und den Namen Hardman. Es war die erste vollständig neue Konstruktion Ramsbottoms nach seiner Ernennung zum Lokomotiv Superintendenten der Northern Division der LNWR.     
Bis 1872 fertigten die Werkstätten in Crewe 863 Exemplare für die LNWR, Sechs davon wurden 1871 an die Lancashire and Yorkshire Railway (L&YR) verkauft. Im darauffolgenden Jahr beschaffte die L&YR weitere 16 Lokomotiven direkt aus Crewe. Zwischen 1873 und 1874 folgten nochmals 40 Exemplare, die bereits mit einem von Francis Webb eingeführten Führerhaus ausgestattet waren. Die ersten Lokomotiven verfügten lediglich über eine Stirnwand als Wetterschutz. Für die 1859 in die L&YR integrierte East Lancashire Railway (ELR), die jedoch als eigene Bahngesellschaft weiter betrieben wurde, wurden 1872 sechs Lokomotiven mit den Nummern 119–124 gebaut, die keiner Klasse zugeordnet wurden. Als einzige der sechs ELR-Lokomotiven trug die Nummer 119 Griffen zusätzlich einen Namen.
Die LNWR-Klasse DX wurde ursprünglich für den schweren Güterverkehr konzipiert, wurde jedoch auch im Personenverkehr eingesetzt. Aus diesem Grund erhielten 54 Maschinen Namen mit Bezug zur Geschichte Nordwestenglands. Diese Namen wurden jedoch bis 1863 an Personenzuglokomotiven weitergegeben. Bei der L&YR wurden die Lokomotiven vor Personenzügen eingesetzt.

### Special DX
Bereits in den 1870er Jahren erhielten die Lokomotiven der Klasse DX Goods Führerhäuser. Im April 1881 begann jedoch Francis Webb mit dem systematischen Umbau der Lokomotiven zur Klasse Special DX, abgekürzt S DX, auch als Vacuum DX bekannt.

### London, Midland and Scottish Railway (LMS)
Mit der Zusammenfassung der britischen Eisenbahngesellschaften in vier große Unternehmen gelangten noch 88 Lokomotiven der Baureihe zur  London, Midland and Scottish Railway (LMS). Die letzte von ihnen wurde im Jahr 1930 ausgemustert. Es ist keine Lokomotive erhalten geblieben.

## Technik

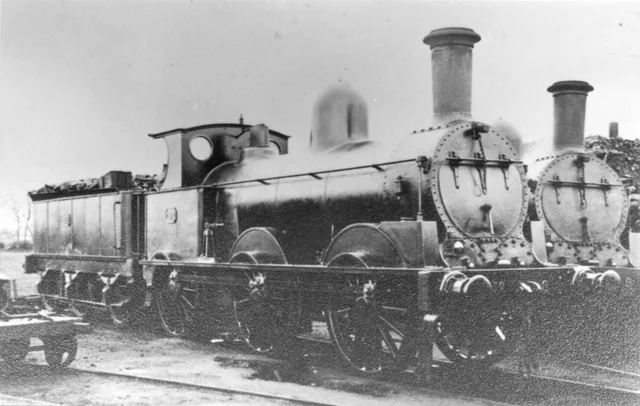
Eine unbekannte Lokomotive der DX-Klasse mit Führerhaus und Rauchkammertür mit horizontalen Scharnieren

### DX Goods
Die Lokomotive mit drei Kuppelradsätzen, innenliegendem Triebwerk und Steuerung war mit mehreren von John Ramsbottom eingeführten technischen Neuerungen ausgestattet, behielt aber auch Elemente von Alexander Allan, der bis 1853 Werkstattleiter in Crewe war, und Francis Trevithick, dem Vorgänger von Ramsbottom. So verfügte sie über zwei Ramsbottom-Sicherheitsventile, die für eine zuverlässigere Überdruckschutz des mit 8,3 bar (120 psi) betriebenen Kessels sorgten. Die Steuerung wurde erstmals über eine Spindelmechanik bedient. Die schräg nach hinten geneigte Rauchkammertür war mit horizontal Scharnieren versehen und ließ sich nach oben aufklappen, eine damals von Allan und Trevithick eingeführte Bauweise. Die Lokomotiven waren mit einem dreiachsigen Schlepptender mit Holzrahmen gekuppelt, ebenso war der Stoßbalken der Lokomotive aus Holz. Nur der Tender hatte einseitige Bremsklötze aus Holz, die Lokomotive waren bei Ablieferung ohne Bremse. Später wurden die Lokomotiven mit der automatischen Vakuumbremse nachgerüstet.

### Special DX

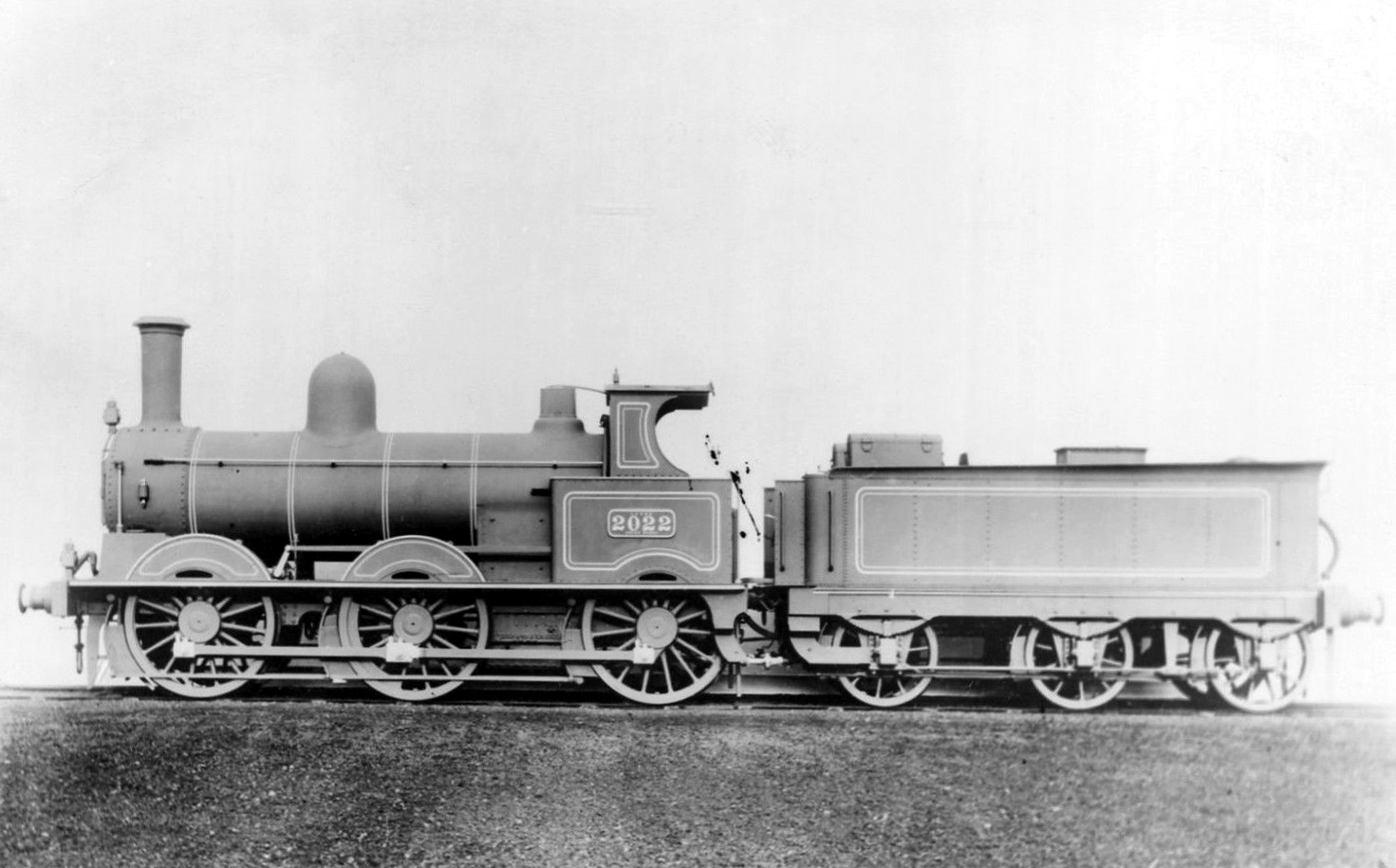
LNWR Special DX, Werknummer 1411, umgebaut im August 1885

Die Special DX entstanden durch Umbau von DX Goods Lokomotiven. Im Zuge dieser Umrüstung erhielten die Lokomotiven neue Kessel mit einem auf 10 bar (150 psi) erhöhten Betriebsdruck sowie runde Rauchkammertüren. Zudem wurde eine Abdeckung über den Sicherheitsventilen angebracht, und die Lokomotiven erhielten hölzerne Bremsklötze, die über eine direkt wirkende Dampfbremse betätigt wurden. Um die Lokomotiven für den Einsatz im Personenverkehr tauglich zu machen, wurden sie zusätzlich mit einer Vakuumbremse ausgerüstet. Durch diese technischen Anpassungen erhöhte sich das Dienstgewicht der Lokomotiven auf 31,5 Tonnen.

### Special Tank

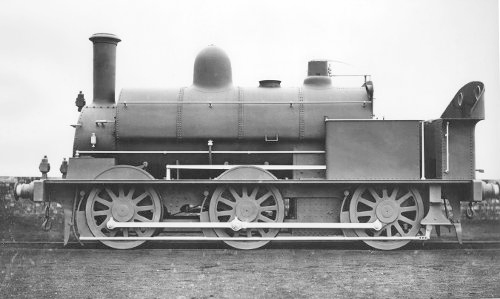
LNWR Special Tank bei Ablieferung

Die Special Tank war der letzte Entwurf von John Ramsbottom für eine Streckenlokomotive, bevor er 1871 in den Ruhestand trat. Die Tenderlokomotive mit Satteltank basierte auf der DX-Goods-Klasse. Sie übernahm wesentliche Komponenten wie Kessel, Zylinder, Triebwerk und Radstand von der Schlepptenderlokomotive. Die Kuppelräder waren jedoch kleiner und hatten statt eines Durchmessers von 1.575 mm nur 1.360 mm.
Wie die ursprünglichen DX Goods verfügten auch die Special Tank zunächst lediglich über eine einfache Wetterschutzwand und wurden erst später mit Führerhäusern nachgerüstet. Einige Exemplare erhielten zudem eine Rauchkammer mit runder Tür.  
Die Lokomotiven zeichneten sich durch eine bemerkenswerte Langlebigkeit aus: Von den zwischen 1870 und 1880 gebauten 278 Maschinen wurden noch fünf von British Railways übernommen – wenn auch nur noch als Rangierlokomotiven in den Werkstätten. Vier davon kamen in Wolverton zum Einsatz, während eine weitere in den Crewe Works für Rangieraufgaben verwendet wurde.